# Драган Олексій Анатолійович
Олексі́й Анато́лійович Драган (20 лютого 1981 — 13 вересня 2014) — сержант Збройних сил України, учасник російсько-української війни.

## Життєвий шлях
Народився 1981 року в місті Підгородне (Дніпропетровська область). Закінчив 9 класів Підгороднчнської ЗОШ № 3; 1999-го — Індустріальний технікум. Того ж року призваний на строкову військову служб. В 2001—2008 роках працював у Дніпропетровському РЕС електромонтером. 2012 року закінчив Дніпропетровський державний аграрно-економічний університет; працював диспетчером ДПДТК ДЕМ.
8 квітня 2014 року призваний по мобілізації до лав ЗСУ; командир відділення, 93-тя окрема механізована бригада.
Встигнув виконати обіцянку — під час короткотермінової відпустки відвів донечку Софійку до першого класу.
13 вересня 2014-го загинув у бою біля села Красний Партизан, Ясинуватський район. Тоді ж загинув солдат Володимир Серебринський. По дорозі до третього блокпосту — біля Макіївського водосховища — бойова машина потрапила під обстріл терористів.
Без Олексія лишились батьки Любов Анатоліївна та Анатолій Іванович, дружина Юлія Василівна, дві доньки — Тетяна і Софія.
Похований в місті Підгородне 6 жовтня 2014 року.

## Нагороди та вшанування
За особисту мужність і героїзм, виявлені у захисті державного суверенітету та територіальної цілісності України, вірність військовій присязі відзначений — нагороджений
- орденом «За мужність» III ступеня (посмертно)
- Його портрет розміщений на меморіалі «Стіна пам'яті полеглих за Україну» у Києві: секція 4, ряд 5, місце 16
- Меморіальна дошка на фасаді будівлі Дніпровського індустріального коледжу[3]